# Национална физическа лаборатория (Великобритания)
Националната физическа лаборатория на Великобритания (НФЛ) (на английски: National Physical Laboratory) е метрологична лаборатория, разположена в Тедингтън, Лондон.
Отговаря за националните системи за измерване и за техническите аспекти на физическите стандарти. Тя е най-голямата организация за приложна физика в страната.